# شهرستان ناگایباکسکی
شهرستان ناگایباکسکی (به لاتین: Nagaybaksky District) یک شهرستان در روسیه است که در استان چلیابینسک واقع شده‌است.